# Nancyi csata (1477)
A nancyi csata a burgundiai háborúk utolsó ütközete volt a Burgundi Hercegség, valamint a Lotaringiai Hercegség és az Ósvájci Szövetség között 1477. január 5-én Nancy falai előtt. A csatában a burgundiaiak megsemmisítő vereséget szenvedtek, Károly burgundi herceg elesett. A vereség az önálló Burgundi Hercegség megszűnését eredményezte.

## A csata
1476 decemberében, dacára az év folyamán elszenvedett vereségeknek a grandsoni és a murteni csatában, Merész Károly csapatai körbevették a Lotaringiai Hercegség központját, Nancyt, és megkezdték a város ostromát. A herceg gyors győzelmet remélt, de a védők kitartottak. A támadók dolgát nehezítette, hogy a különböző alakulatok – olasz, holland, savoyai zsoldosok, burgundiai katonák és angol íjászok – nehezen kommunikáltak a nyelvi különbségek miatt.
A város felmentésére II. René lotaringiai herceg és a svájci konföderáció csapatokat indított, keresztül a hóborította hegyeken. A 10-12 ezer lotaringiaiból és 10 ezer svájciból álló sereg 1477. január 5-én reggel érkezett meg délről a város közelébe. Károly, amint megérkeztek a hírek a közeledő hadról, mozgósította embereit.

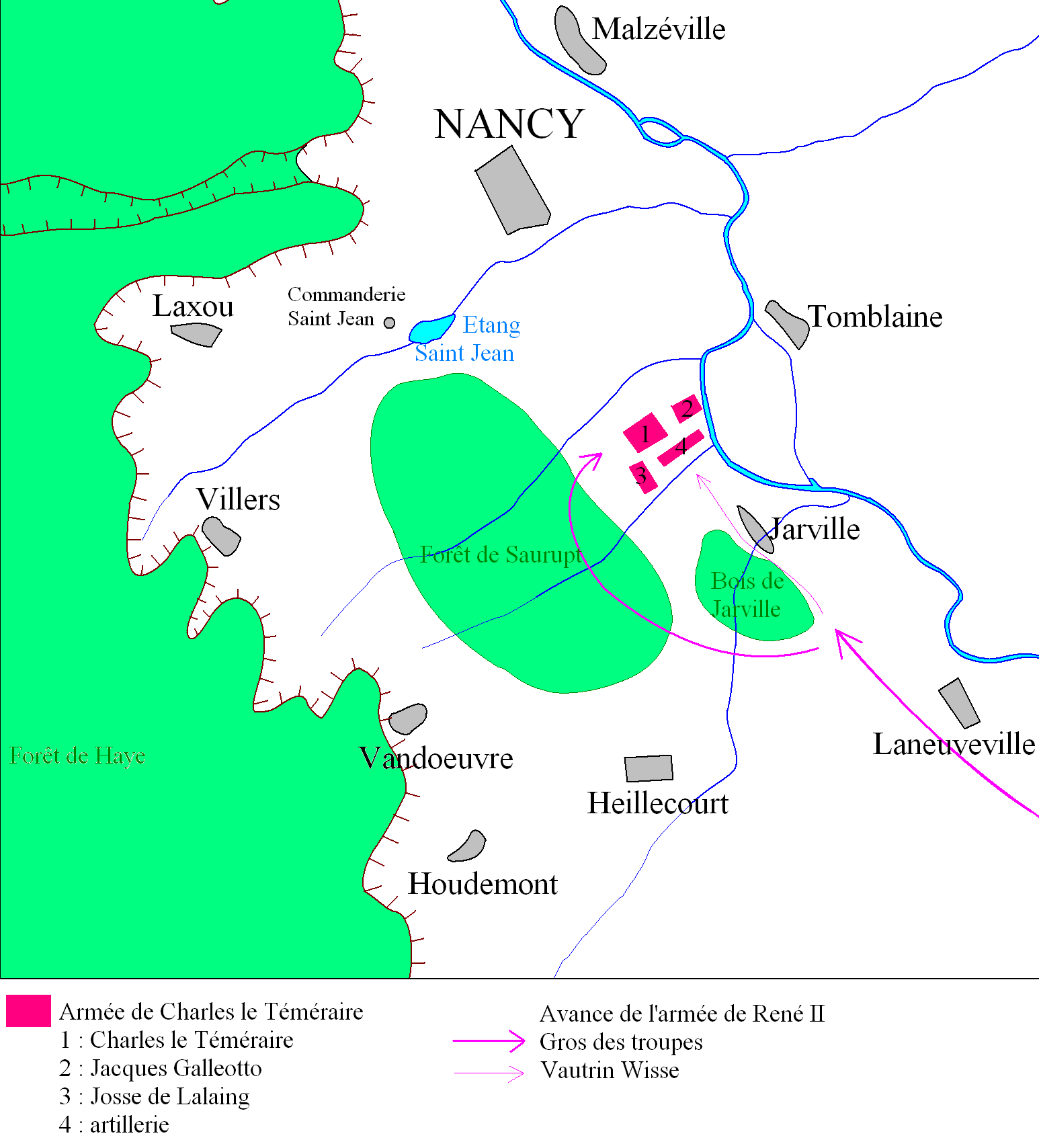
A ciklámenszínű négyzetek Károly csapatait, a rózsaszínű nyilak a szövetségesek hadmozdulatait jelölik. A zöld foltok erdők

Tudta, hogy ellenségei kénytelenek lesznek egy közeli völgyön keresztülhaladni. Tüzérségét a centrumban állította fel. Gyalogosai a lejtő lábánál, a centrumban sorakoztak fel, szárnyukon a lovassággal, előttük egy kis patakkal, elvágva a völgyből kivezető utat. A balszárny a Meurthe-folyóra, a jobbszárny egy sűrű erdőre támaszkodott.
A svájci-lotaringiai parancsnokok, a felderítői jelentések alapján, úgy döntöttek, hogy nem támadnak szemből teljes erővel, hanem a sereg nagyobbik része átvág a hegyeken, hogy a burgundiaiak háta mögé kerüljön. Az előőrs (svájci gyalogosok és kétezer lovas) azt a feladatot kapta, hogy támadja meg frontálisan a burgundiai balszárnyat. Nyolcszáz katonát tartalékban tartottak.
A szövetséges centrum (lotaringiai-svájci gyalogosok és 1200 lovas) kétórás menetelés után pozícióba került. Háromszor megszólaltatták az alpesi kürtöt, amely harcba hívta a csapatokat. A centrum ék formában hátulról támadta meg Károly jobbszárnyát. A burgundiai tüzérség egy része megpróbálta célba venni a közeledőket, de elhelyezkedése miatt kudarcot vallott, és mindössze két embert sikerült megölnie a sortűznek. A burgundiai jobbszárny lovasai felvették a harcot, de a gyalogosok meginogtak.
Eközben a szövetséges ék rettentő pusztítással nyomult előre. Károly egyes csapatai ötvenszázalékos veszteséget szenvedtek, és a burgundiaiak elkezdtek menekülni. A herceg megpróbálta megerősíteni jobbszárnyát, de a balszárny is összeomlott a szövetséges előőrs nyomására. A teljes had menekülni kezdett, és a herceg hiábavaló kísérleteket tett megállításukra. Végül egy svájci egység körbevette a herceget és testőreit, és a csatában egy alabárdos kettévágta Károly fejét. Halála a csata végét jelentette. A burgundiaiak embervesztesége óriási volt. Merész Károly holttestét a csata után három nappal találták meg öltözetétől megfosztva. Gyomrából, lágyékából törött lándzsavégek álltak ki. A herceg arcát a vadállatok annyira megrágták, hogy csak korábbi sebei alapján azonosította orvosa.
Károly halála az önálló Burgundi Hercegség végét jelentette. Flamand birtokai a Habsburgok kezébe kerültek, amikor Miksa főherceg feleségül vette Károly lányát, Mária burgundi hercegnőt. A hercegség többi része XI. Lajos francia király uralma alá került.